# イギリスの紙幣と硬貨の一覧
イギリスの紙幣と硬貨の一覧は、イギリスの紙幣および硬貨について、広く用いられている用語の一覧である。

## 硬貨

### 十進法導入以前
1971年の十進法導入以前には、12ペンス（「12d」と表記）が1シリング（「1s」ないし「1/-」と表記）をなし（十二進法）、20シリングが1ポンド（ポンド記号£を用いて「£1」と表記するが、しばしば大文字のLを代用して「L1」とする）となっていた（二十進法）。したがって、1ポンドは240ペンスに相当した。表記の際は、例えば2ポンド14シリング5ペンスは「£2 14s 5d」と記された。
一部の硬貨は時代によって価値が変動し、特に17世紀のジェームズ1世およびチャールズ1世の統治下（ステュアート朝前期）には著しい変化があった。ギニーの価値は、1717年12月に21シリングと確定されるまで、20シリングから30シリングの間で変動し続けた。グレートブリテン王国成立以降の初期のイギリスにおける（あるいは、スコットランドでは硬貨の名称に異なる価値が与えられていた場合があることを踏まえれば、その時期のイングランドにおける）硬貨の名称は以下の通りである。
| 名称                                         | 英語表記                     | 額面価値          | ポンド単位の換算値     | 使用された時期 | 注記 |
| -------------------------------------------- | ---------------------------- | ----------------- | ---------------------- | --- | --- |
| マイト                                       | Mite                         | ¹/24d             | £0.0001736             | テューダー朝時代 | 1マイトは1ペニーの24分の1、1ファージングの6分の1、とされる。 |
| クオーター・ファージング                     | Quarter farthing             | ¹/16d             | £0.00026               | 1839–1868. | [ 注記 1 ] |
| サード・ファージング                         | Third farthing               | ¹/12d             | £0.0003472             | 1827–1913. | [ 注記 1 ] |
| ハーフ・ファージング                         | Half farthing                | ¹/8d              | £0.00052083            | 1828–1868. | [ 注記 1 ] |
| ファージング                                 | Farthing                     | ¼d                | £0.00104167            | c. 1200–1960. | farthing の語義は「（ペニーの）4分の1」 |
| ハーフペニー                                 | Halfpenny                    | ½d                | £0.0021                | 1272–1969. | しばしば「ヘイプニー (ha'penny)」と表記・発音される。コインを指す場合の複数形は halfpennies ("ha'pennies")、金額を指す場合は「ハーフペンス」ないし「ヘイペンス」 halfpence ("ha'pence")。 |
| スリー・ファージング                         | Three farthings              | ¾d                | £0.0031                | 1561–1582. | |
| 1ペニー                                      | One penny                    | 1d                | £0.0042                | 757–1970. | 「copper（銅貨）」と通称された。コインを指す場合の複数形は pennies、金額を指す場合は pence。                                                                                              |
| スリー・ヘイペンス                           | Three halfpence              | 1½d               | £0.0063                | 1561–1582, 1834–1870. | 「スリー・ハーフペンス」とは発音しない |
| ハーフ・ゴート                               | Half groat                   | 2d                | £0.0083                | 1351–1662. | |
| タペンス                                     | Twopence                     | 2d                | £0.0083                | 1668 – 現在（銀貨：聖木曜日の洗足式の儀式用を含む） ：1797–1798（銅貨）                                                           | 「ツーペンス」とは発音しない |
| スリーペンス                                 | Threepence                   | 3d                | £0.0125                | 1547–1945（銀貨：以降は聖木曜日の洗足式の儀式用としてのみ使用） ：1937–1970（ニッケル黄銅貨）                                     | "thripp'nce"、"thrupp'nce"、"threpp'nce"、"thripp'ny bit"、"thrupp'ny bit" などの異称がある                                                                                               |
| ゴート                                       | Groat                        | 4d                | £0.0167                | 1279–1662（銀貨：以降は聖木曜日の洗足式の儀式用としてのみ使用） ：1836–1862（銀貨：以降は聖木曜日の洗足式の儀式用としてのみ使用） | 経済学者で議員でもあり、この硬貨の再鋳造を強く主張したジョセフ・ヒューム (Joseph Hume、1777-1855) にちなんで、"joey" と称された。                                                         |
| シックスペンス                               | Sixpence                     | 6d                | £0.025                 | 1547–1970（十進法移行後、1980年まで2.5新ペンスとして流通）                                                                        | "tanner"、まれに "tilbury" とも称された。ゴートが流通しなくなると、 "joey" とも呼ばれることがあった。                                                                                     |
| シリング                                     | Shilling                     | 1/-               | £0.05                  | 1502–1970（十進法移行後、1990年まで5新ペンスとして流通）                                                                          | "bob" とも通称された。 |
| クオーター・フローリン（クオーター・ヘルム） | Quarter florin or helm       | 1/6               | £0.075                 | 1344 | 金貨：1年足らずで廃止。 |
| ゴールド・ペニー                             | en:Gold penny                | 1/8 to 2/-        | £0.0833 から £0.1      | 1257–1265. | 金貨：地金としての価値より額面が低かったため、極めて希少。 |
| クオーター・ノーブル                         | Quarter noble                | 1/8               | £0.0833                | 1344–1470. | |
| クオーター・エンジェル                       | Quarter angel                | 2/-               | £0.1                   | 1547–1600. | 金貨 |
| フローリン（2シリング）                      | Florin or two shillings      | 2/-               | £0.1                   | 1848–1970（十進法移行後、1993年まで10新ペンスとして流通）                                                                         | [ 注記 2 ] |
| ハーフ・クラウン                             | Half crown                   | 2/6               | £0.125                 | 1526–1969. | "half a dollar" とも。この表の「クラウン」を見よ |
| ハーフ・フローリン（レパード）               | Half florin or leopard       | 3/-               | £0.15                  | 1344 | 金貨：極めて希少 |
| ハーフ・ノーブル                             | Half noble                   | 3/4 から 4/2      | £0.1667 から £0.2083   | 1346–1438 に鋳造 | 1464年以降、価値が上がる |
| ハーフ・エンジェル                           | Half angel                   | 3/4, later 5/6    | £0.1667、後には £0.275 | 1470–1619. | |
| ダブル・フローリン                           | Double florin                | 4/-               | £0.2                   | 1887–1890. | 銀貨 |
| クラウン・オブ・ザ・ローズ                   | Crown of the rose            | 4/6               | £0.225                 | 1526–1551. | |
| クラウン                                     | Crown                        | 5/-               | £0.25                  | 1526–1965. | 1940年代に米ドル4ドルが1ポンドであったことから、"a dollar"（「1ドル」の意）と通称された。                                                                                                 |
| クオーター・ギニー                           | Quarter guinea               | 5/3               | £0.2625                | 1718, 1762. | |
| フローリン（ダブル・レパード）               | Florin or double leopard     | 6/-               | £0.3                   | 1344. | 金貨：1年足らずで廃止 |
| ノーブル                                     | Noble                        | 6/8、後に 8/4     | £0.3333、後に£0.4167   | 1344–1464. | 1464年以降、価値が上がる |
| エンジェル                                   | Angel                        | 6/8               | £0.3333                | 1461–1643. | |
| ハーフ・マーク                               | Half mark                    | 6/8               | £0.333                 | 中世期 | この額の硬貨は発行されていないが、単位として存在した。 |
| サード・ギニー                               | Third guinea                 | 7/-               | £0.35                  | 1797–1813. | |
| ローズ・ノーブル（リヤル）                   | Rose noble or ryal           | 10/-、後に 15/-   | £0.5、後に £0.75       | 1464–1470, 1487, 1553–1603. | 1553年以降、価値が上がる |
| ハーフ・ソブリン                             | Half sovereign               | 10/-              | £0.5                   | 1544–1553; 1603–1604; 1817–1937                                                                                                   | 金貨：1980年以降は地金型金貨扱い |
| ハーフポンド                                 | Halfpound                    | 10/-              | £0.5                   | 1559–1602; 1642–1644 | |
| ダブル・クラウン                             | Double crown                 | 10/-              | £0.5                   | 1604–1619; 1625–1662. | |
| ハーフ・ローレル                             | Half laurel                  | 10/-              | £0.5                   | 1619–1625. | |
| ハーフ・ユナイト                             | Half unite                   | 10/-              | £0.5                   | 1642–1643. | |
| ハーフ・ギニー                               | Half guinea                  | 10/6              | £0.525                 | 1669–1813. | |
| マーク                                       | Mark                         | 13/4              | £0.667                 | [medieval period] | この額の硬貨は発行されていないが、単位として存在した。 |
| スパー・リヤル                               | Spur ryal                    | 15/-              | £0.75                  | 1604–1625. | |
| ソブリン                                     | Sovereign                    | 20/-              | £1                     | 1489–1604; 1817–1937 | 金貨：1957年以降は地金型金貨扱い |
| ユナイト                                     | Unite                        | 20/-              | £1                     | 1604–1619; 1649–1662. | |
| ローレル                                     | Laurel                       | 20/-              | £1                     | 1619–1644? | |
| カロラス                                     | Carolus                      | 20/-、後に 23/-   | £1、後に £1.15         | チャールズ1世治下の一時期 | |
| ブロード                                     | Broad                        | 20/-              | £1                     | 1656. | |
| ギニー                                       | Guinea                       | 21/-              | £1.05                  | 1663–1799, 1813. | |
| ローズ・リヤル                               | en:Rose Ryal                 | 30/-              | £1.5                   | 1604–1625. | |
| 2ポンド                                      | Two pounds                   | 40/-              | £2                     | 1823–1937. | |
| 2ギニー（ダブル・ギニー）                    | Two guineas or double guinea | 40/-、後に 42/-   | £2、後に £2.1          | 1664–1753. | 当初は40シリング ("forty-shilling piece")=2ポンドの額面であったが、1717年に1ギニー＝1ポンド1シリングと定められて以降、42シリング=2ギニーとして扱われた。                                  |
| 50シリング                                   | Fifty shillings              | 50/-              | £2.5                   | 1656. | |
| トリプル・ユナイト                           | Triple unite                 | 60/-              | £3                     | 1642–1644. | |
| 5ポンド                                      | Five pounds                  | 100/-             | £5                     | 1826–1990. | 金貨 |
| 5ギニー                                      | Five guineas                 | 100/-、後に 105/- | £5、後に £5.25         | 1668–1753. | 当初は5ポンドの額面であったが、1717年に1ギニー＝1ポンド1シリングと定められて以降、5ギニーとして扱われた。                                                                                 |

表中の注記
1. 1 2 3 4  主にセイロン、マルタ、西インド諸島などの当時の植民地で使用されたものであるが、通常はイギリスの貨幣の一部として扱う。
2. 1 2 3 4 5  中世における同名の通貨（フローリン、ハーフ・フローリン、クオーター・フローリン）は、イングランド国内のみならずヨーロッパにも流通させるべく鋳造された金貨であり、ヴィクトリア朝以降のフローリン、ダブル・フローリンより遥かに価値が大きかった。中世のフローリンは、1年足らずで廃止になったが、これは金の含有量が不十分で、商人たちが受け取りを拒んだためであった。

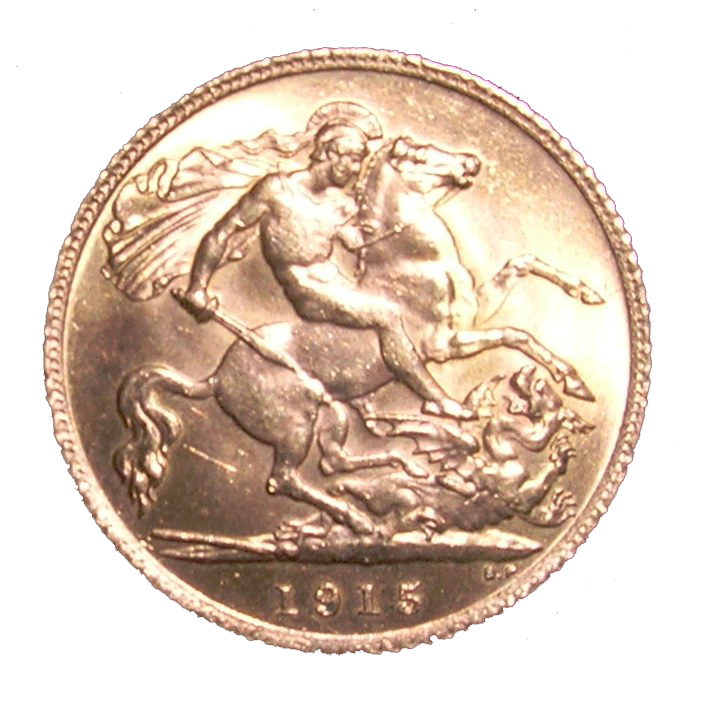
1915年のハーフ・ソブリン
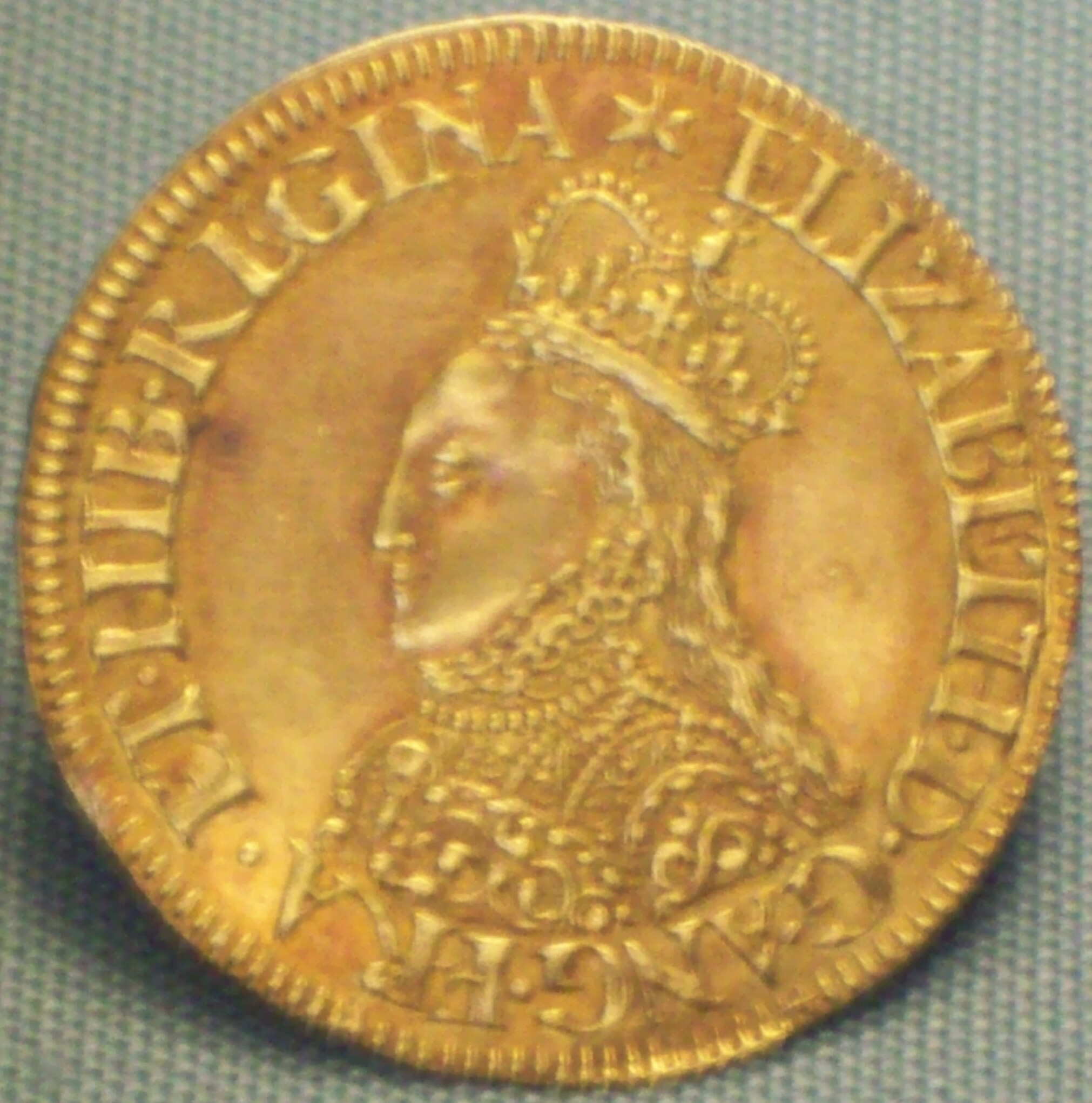
1560–61年のハーフポンド。イングランドで製造された最初期の硬貨のひとつ。
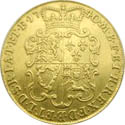
1740年の2ギニー

### 十進法導入後
1971年2月15日の「十進法の日 (Decimal Day)」から十進法が導入され、1ポンドは100ペンスとなった。当初は「新ペンス (new pence)」という表記が用いられたが、1982年以降の鋳造硬貨から「新 (new)」という表現は用いられなくなった。旧来の1シリング硬貨は5（新）ペンス相当（1ポンドの20分の1）としてそのまま通用し、例えば、2ポンド10シリング6ペンス (£2 10s 6d) は、2ポンド52ペンス半 (£2.52½)となった。それまでのペンス単位は「d」と表記されていたが、新ペンスは「p」と表記されることになった（当初は「np」とも表記された：「n」は "new"）。十進法の導入により、72ペンスは、£0.72、ないし、72p と表記されるようになった。いずれの表記の場合も、単位の部分は「ペンス」の代わりに「ピー」と発音されることがよくある。
| 名称         | 英語表記                             | 額面価値          | 注記 |
| ------------ | ------------------------------------ | ----------------- | --- |
| ハーフペニー | Half penny                           | 1⁄2p              | しばしば「ヘイプニー (ha'penny)」と表記され、発音されるが、広く「ハーフピー」とも呼ばれた。 1984年12月に廃止され、流通停止。                                                                              |
| 1ペニー      | One penny                            | 1p                | |
| 2ペンス      | Two pence                            | 2p                | |
| 5ペンス      | Five pence                           | 5p                | 1シリングの後継硬貨。1990年にサイズが小さく変更された。 |
| 10ペンス     | Ten pence                            | 10p               | フローリン（2シリング）に代わるものとして導入された。1992年にサイズが小さく変更された。 |
| 20ペンス     | Twenty pence                         | 20p               | 1982年に導入 |
| 25ペンス     | Twenty-five pence                    | 25p、「クラウン」 | 1972年から1981年まで、旧クラウンを継承して記念硬貨として発行。1990年以降、記念硬貨は5ポンド硬貨で発行されるようになった。                                                                                 |
| 50ペンス     | Fifty pence                          | 50p               | 10シリング紙幣（通称「テン・ボブ・ノート (ten bob note)」）に代わるものとして十進法施行に先立つ1969年から導入。当初は「テン・ボブ・ビット (ten bob bit)」とも呼ばれた。1997年にサイズが小さく変更された。 |
| 1ポンド      | One pound                            | £1                | 1ポンド紙幣に代わるものとして1983年から導入。 2017年3月より12角形硬貨を導入。 |
| 2ポンド      | Two pounds                           | £2                | 記念硬貨として1986年から導入され、1997年から通常の硬貨として流通。 |
| 5ポンド      | Five pounds                          | £5、「クラウン」  | 記念硬貨として1990年から導入され、記念硬貨はそれまでの25ペンスに代わって5ポンドで発行されるようになった。                                                                                                 |
| ソブリン     | Britannia, sovereign, half sovereign |                   | 地金型金貨各種 |

## 紙幣
ここで説明するのは、イングランド銀行によって発行された紙幣（銀行券）についてである。スコットランドの3銀行、北アイルランドの4銀行もそれぞれが、£1、£5、£10、£20、£50、£100のすべて、または一部の額面の紙幣を発行している。
| 名称                           | 英語表記                        | 額面                        | 流通 | 注記 |
| ------------------------------ | ------------------------------- | --------------------------- | --- | --- |
| 10シリング紙幣                 | Ten shilling note               | 10/- (£0.5)                 | 1928 - 1962                                                                                              | "ten bob note", "half a quid" といった通称がある。 |
| 1ポンド紙幣                    | £1 note                         | £1                          | 1988年にイングランド銀行は通用を打ち切ったが、ロイヤルバンク・オブ・スコットランドは発行を継続している。 | |
| 5ポンド紙幣                    | £5 note                         | £5                          | 通用 | 当初の "large white fiver" （「大きな白い5ポンド札」）、通称 "five jacks" は、1957年に青い5ポンド札に代えられた。 |
| 10ポンド紙幣                   | £10 note                        | £10                         | 通用 | |
| 20ポンド紙幣                   | £20 note                        | £20                         | 通用 | |
| 50ポンド紙幣                   | £50 note                        | £50                         | 通用 | "a bullseye" と通称される。 |
| 100万ポンド紙幣、1億ポンド紙幣 | £1,000,000 & £100,000,000 notes | £1,000,000 and £100,000,000 | 一般には流通しない                                                                                       | スコットランドや北アイルランドの銀行が、1845年の準備高に対して超過する金額の銀行券を発行する場合、その銀行券の裏付けとしてイングランド銀行が発行するもの。100万ポンドの紙幣は "Giants"、1億ポンド紙幣は "Titans" と通称される。その総額は10億ポンド以上の単位となる |

イングランド銀行券は、定期的にデザインの変更、再発行が行われており、旧券は流通から排除されて回収され、廃棄される。デザインの変更は特定の「シリーズ」の中に位置づけられる。現在は、シリーズFの発行は終了し、5ポンド・10ポンド・20ポンド・50ポンド紙幣がシリーズGとなっている。シリーズGの紙幣は、全てポリマー製となっており、それぞれの紙幣は5ポンド紙幣が2016年9月、10ポンド紙幣が2017年9月、20ポンド紙幣が2020年2月、50ポンド紙幣が2021年6月から発行されている。また、2022年9月のエリザベス2世の崩御、チャールズ3世の即位に伴い、紙幣の肖像がエリザベス2世からチャールズ3世に置き換えられた新紙幣が2024年6月から流通し始めている。